# 東中島村 (岐阜県)
東中島村（ひがしなかじまむら）は、かつて岐阜県稲葉郡にあった村である。
現在の岐阜市東中島などに該当する。
明治初期までは厚見郡中島村であったが、東中島村に改称している。これは同じ厚見郡内に同名の中島村（現・岐阜市西中島）が存在したため、重複を避けたものである。町村制で東中島村の発足時は厚見郡であったが、郡の合併で稲葉郡の村となっている。

## 歴史
- 1875年（明治7年） - 中島村から東中島村に改称する。
- 1889年（明治22年）7月1日 - 町村制により、東中島村発足。
- 1897年（明治30年）4月1日[2] - 方県郡の一部、厚見郡、各務郡が合併し、稲葉郡となる。この地域は稲葉郡となる。
- 1897年（明治30年）4月1日 - 切通村、細畑村、蔵前村、高田村、芋島村と合併し、南長森村発足。同日東中島村は廃止となる。